# Henri Verjus
Pour les articles homonymes, voir Verjus (homonymie).
Henri Baptiste Stanislas Verjus (né le 26 mai 1860 à Oleggio (Piémont-Sardaigne), mort le 13 novembre 1892 dans la même ville devenue italienne) est un missionnaire français, vicaire apostolique de Nouvelle-Poméranie (actuelle Nouvelle-Bretagne, en Papouasie) en 1889. Le 3 mars 2016, il est déclaré vénérable par le pape François.
L'« apôtre des Papous » entre au monastère à 12 ans, devient missionnaire à 17 et part dès 1884 pour la Nouvelle-Guinée. L'année suivante, après être passé par l'île Thursday et les îles proches au nord du Queensland où il commence sa mission avec Louis André Navarre, il parvient en Nouvelle-Guinée, en entreprend l’évangélisation et y fonde des missions, sur l'île d'York puis sur l'île Yule. Confronté à la présence protestante et à l'opposition des Britanniques, il doit en partir mais il y retourne en 1886 et effectue plusieurs explorations et missions d'évangélisation. En 1889, il est nommé vicaire apostolique de la Nouvelle-Poméranie (Nouvelle-Bretagne) puis vicaire apostolique coadjuteur de Nouvelle-Guinée, avec le titre d'évêque titulaire de Limyra (de) ou Limyre. Épuisé par un labeur incessant et par la maladie — il a contracté la fièvre typhoïde dès 1884 —, il meurt à l'âge de 32 ans lors de son unique retour en France. 

## Biographie
Henri Verjus est le second fils, après Jean, d'une mère italienne, Laure Massara, et d'un père, Philippe-Alexis Verjus, carabinier dans l'armée sarde. Originaire de Savoie, il naît à Oleggio deux mois après l'annexion de cette région par la France : il est donc de nationalité française d'autant plus que son père, qui n'a pas opté pour la nationalité italienne, est français « par défaut ». Lorsque Philippe Verjus apprend que pour continuer à toucher sa pension, il doit vivre en France, la famille déménage le 16 août 1861 et arrive à Saint-Jean-de-Maurienne dans la nuit du 19-20 d'où elle prend le train pour Annecy et s'installe à Seynod. Henri Verjus et son frère entrent à l’école des Sœurs de Saint Joseph d'Annecy où la sœur Louise de Sainte Croix les accueille. 
Henri Verjus reçoit la confirmation le 10 juin 1867 de Mgr Magnin et fait sa première communion l'année suivante, à huit ans. Le 29 janvier 1870, il perd brutalement son père. Les Sœurs de Saint-Joseph décident alors de loger la famille dans une maison de campagne qui leur appartient aux Molasses, près d'Annecy, la mère ayant pour tâche de s'occuper des vers à soie de la propriété. Henri Verjus apprend le latin avec le curé de Seynod et, montrant une grande piété, est admis à poursuivre ses études à Annecy à la Petite-Œuvre du Sacré-Cœur (printemps 1872). Il entre alors dans la Société des missionnaires d'Issoudun au monastère de Chezal-Benoît sous les ordres du père Rémi-Joseph Ledoux, dans la classe du père François Miniot et sous la surveillance de Théophile Cramaille qui accompagne plus tard Henri Verjus en Nouvelle-Guinée. 

### Jeune religieux
Le 23 janvier 1877, il devient novice à Saint-Gérand-le-Puy et le 14 février devient frère Verjus puis missionnaire du Sacré-Cœur (15 février). Après ses études, en octobre 1879, il est nommé professeur à la Petite-Œuvre de Chezal-Benoît. À la suite des décrets du 29 mars 1880 de Jules Ferry déclenchant l'expulsion des congrégations, la Petite-Œuvre étant fermée, il est appelé à Barcelone. Il part alors avec les frères Charles Marie et William Neenan et passe à Montauban, Toulouse et Perpignan avant d'atteindre Barcelone. Les trois hommes s'installent le 15 novembre au 15, calle Ancha.
En septembre 1881, il est envoyé à Rome avec le frère Neenan où ils arrivent le 20. Ils logent alors au no 32 de la Via della Sapienza et Verjus sert comme infirmier. Le 5 février 1882, Henri Verjus reçoit les deux premiers ordres mineurs à Saint-Jean de Latran et le 4 septembre, les deux autres suivants. Il se prépare au sous-diaconat à partir du 15 août et reçoit le diaconat le 19 mai 1883. Il est ordonné prêtre le 1er novembre 1883 à la chapelle du Vicariat romain. Il célèbre le lendemain sa première messe dans la chapelle de la communauté du Sacré-Cœur.

### Missionnaire en Nouvelle-Guinée
Le 27 juillet 1884, il est choisi pour partir pour les missions de Nouvelle-Guinée. Il quitte Rome le 24 septembre et gagne Annecy pour y revoir sa famille. Il prend alors le train et, par Aix-les-Bains, arrive à Issoudun où les religieux le reçoivent. Il dit le 17 octobre à l'autel de Notre-Dame-du-Sacré-Cœur sa dernière messe et, au soir, part avec le père Couppé, les frères Mariano Travaglini, Salvatore Gasbarra et Nicola Marconi ainsi que cinq sœurs, pour Marseille où ils doivent tous embarquer pour l'Océanie. Cependant, malade de la fièvre typhoïde, Henri Verjus est le seul à rester à quai le 22 octobre. Rétabli, il part le 19 novembre 1884 à bord du Yarra pour la Mélanésie et rejoint à La Réunion le 9 décembre le père Couppé qui, malade à son tour, y a été débarqué. Verjus, qui fait une rechute reste ainsi un mois à La Réunion en compagnie de Couppé, les deux hommes s'y soignant.

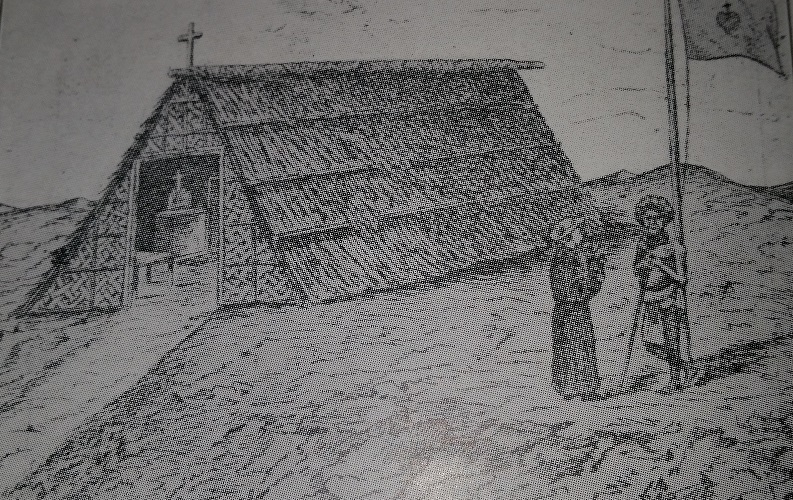
Première cabane établie par Henri Verjus, servant aussi de chapelle.

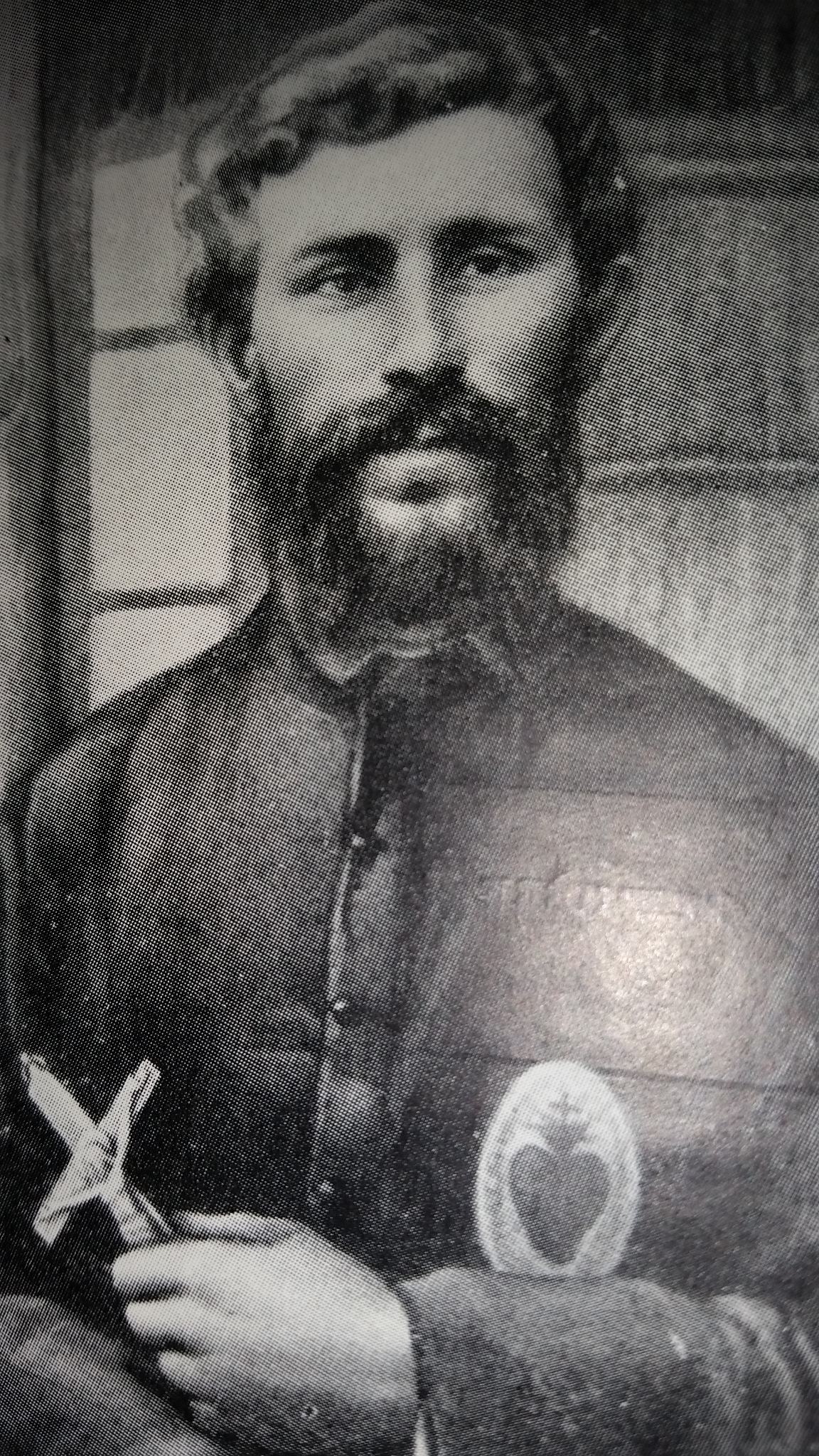
Le père Verjus devant sa première cabane.

Le 7 janvier 1885, Verjus et Couppé embarquent sur le Calédonien. Louis André Navarre les accueille à Sydney le 31 janvier suivant. Henri Verjus gagne alors sur le Maranoa puis sur le Gunga, avec Louis Navarre et trois frères, la base des missionnaires mélanésiens de l'île Thursday qu'ils atteignent le 24 février. Ils y sont reçus par le père Fernand Hartzer, le frère de Sanctis et le gouverneur de l'île. Aussitôt Navarre et Verjus entreprennent l'évangélisation de l'île et des autres îles du détroit de Torrès et construisent eux-mêmes une église inaugurée le 15 novembre. Mais les missionnaires rêvent encore d'aborder la Nouvelle-Guinée. Un marin, Edward Mosby, qui avait été soigné par les religieux de Cooktown après une maladie, fournit en récompense un navire aux missionnaires. Verjus et deux frères coadjuteurs, Nicolas Marconi et Salvatore Gasbarra, s'embarquent ainsi le 19 juin pour tenter d'accoster en Nouvelle-Guinée. Ils gagnent l'île York puis clandestinement, atteignent l'île Yule le 29 juin. Verjus dénomme la baie où ils ont accosté Port-Léon en l'honneur du pape Léon XIII, il fait construire une cabane en guise de chapelle le 2 juillet et célèbre une première messe le 4 juillet. Symboliquement, il s'est, à la pointe d'un canif, scarifié le torse de dessins représentant les stations d'un chemin de croix,. Chassé par les autorités britanniques, Verjus tente de résister mais doit finalement se réfugier à l'île Thursday (4-17 septembre 1885). 
Lorsque meurt le gouverneur de l'île Yule, Scratchley, le père Durin et des sœurs de Notre-Dame-du-Sacré-Cœur sont renvoyés à l'île Thursday où les sœurs fondent une école et un hôpital. Elles y occupent un couvent à partir du 14 janvier 1886. Les religieux reviennent à l'île Yule sur le petit bateau qu'ils ont acheté, l'ancien Gordon rebaptisé le Pie IX et l'atteignent après quinze jours de navigation, le 9 février 1886. Ils reconstruisent alors la résidence et la chapelle et entretiennent un jardin potager pour éviter la famine. Verjus et ses compagnons commencent l'évangélisation des indigènes mais les pasteurs anglais résistent vivement. Le père Navarre et les frères Salvatore Gasbarra et Mariano Travaglini viennent le rejoindre le 16 avril 1886. En juillet 1886, les premières conversions ont lieu. Malheureusement, le 28 juin, le père Navarre, malade, doit être ramené à Thursday. Verjus tente en août 1886, en se rendant à Port Moresby, d'obtenir le retrait des missionnaires protestants de l'île Yule, ce qui lui est refusé. Le 27 août, le père Navarre revient en compagnie du père Louis Couppé. Verjus tente ensuite de pénétrer dans la Grande Terre. Du 14 au 18 septembre 1886, avec le Père Couppé et le frère Salvatore, il débarque chez les Roros à Pinupaka. À travers les marécages, ils atteignent Abiara, Mohu et Rapa et, dès novembre, arrivent chez les Mékéos. Ils découvrent alors un grand fleuve qu’ils baptisent Saint-Joseph. Les missionnaires visitent encore Inawabui, Inaopokoa et Inawaia avant de rentrer à Yule. 

Vicariat de Papouasie, districts de Papua évangélisés par les missionnaires du Sacré-Cœur de 1885 à 1929, avec localisation des lieux explorés par Henri Verjus en 1886.

En mars 1887, en compagnie du père Couppé, du frère Mariano et du père Navarre, Verjus tente une nouvelle expédition qui échoue rapidement en raison d'un courant trop fort sur le fleuve. Il se rend alors le 29 avril au village de Motu-Motu pour s'occuper d'une réba-réba, sorte de pirogue insubmersible qu'il transforme en petit voilier. Il repart le 17 mai avec le père Couppé et le frère Georges, atteignent Inawi et remontent le Saint-Joseph jusqu'à Beipaa où ils envisagent de fonder leur mission. Mais, du 12 au 19 août, après Bébéo, le fleuve n'est plus navigable et leurs porteurs refusent d'avancer de peur d'être dévorés par les Papous. 
Malade, Verjus doit passer l'été et l'automne 1888 à l'île Thursday pour se soigner. Il rejoint le père Navarre le 20 décembre 1888. À son retour, il fonde la mission de Mohu dont Fernand Hartzer est nommé supérieur.

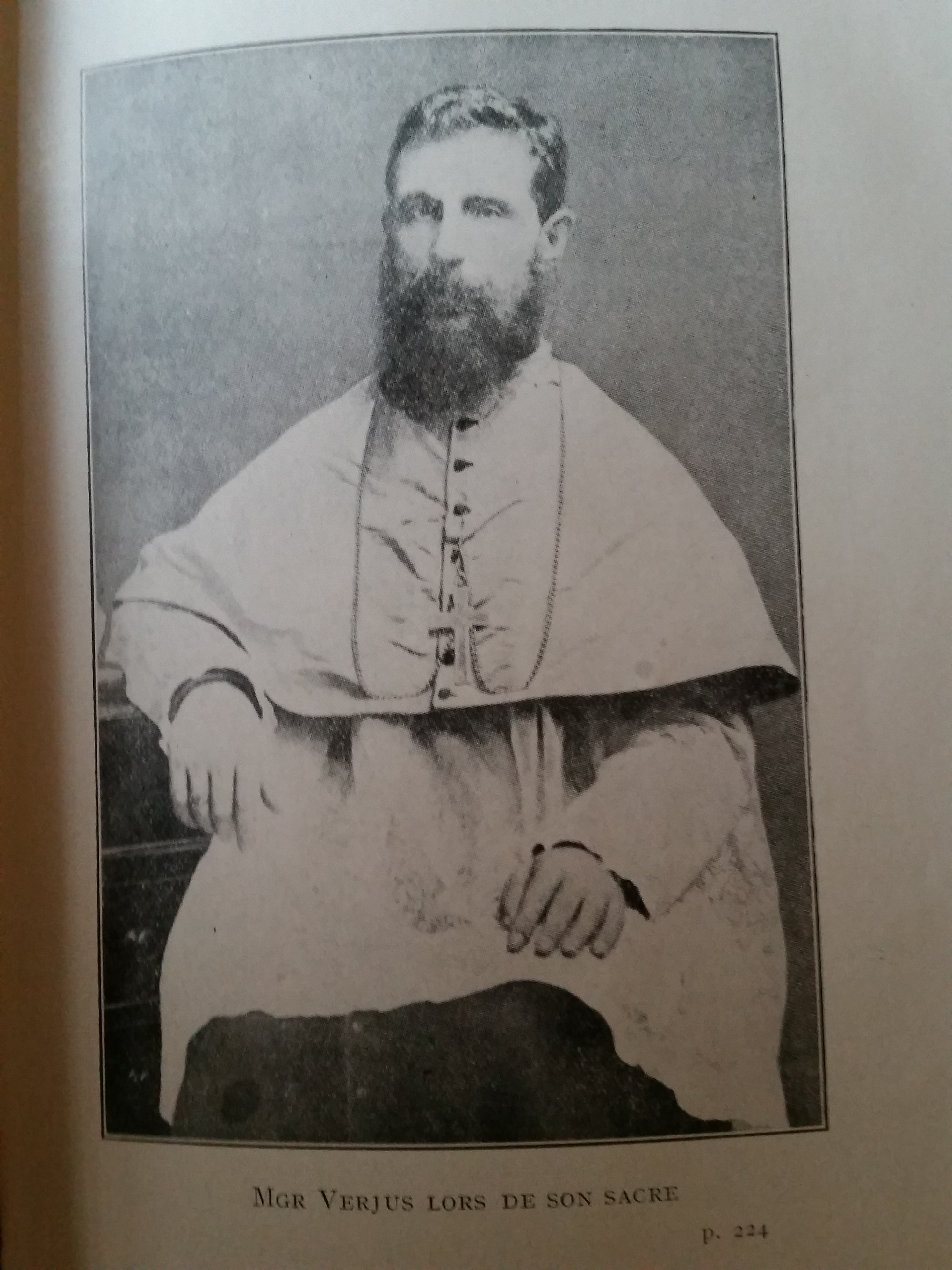
Henri Verjus en 1890 lors de son sacre.

Le 19 juin 1889, à Nabuapaka, il apprend sa nomination à l'épiscopat. Le pape Léon XIII l'a en effet nommé en date du 7 avril évêque titulaire de Limyra (de) et vicaire apostolique de la Nouvelle-Poméranie, actuelle Nouvelle-Bretagne. Il reçoit les bulles le 21 août. Le 4 septembre, il quitte la mission pour aller recevoir à Sydney l'onction épiscopale des mains du cardinal Moran, mais revient rapidement. Il reçoit ainsi finalement l'onction de Mgr Navarre. Le 28 décembre 1889, il est nommé coadjuteur de Mgr Navarre. À Sydney, il achète pour la mission un yacht en acier et retourne à Port-Léon le 11 avril 1890.

### Retour en Europe
Malade, il décide de revenir en Europe en 1892. Il débarque à Sydney le 7 mai et embarque le 25 à bord de l'Océanien. Il fait escale à Mahé et arrive à Marseille le 4 juillet d'où il rejoint Lyon pour se présenter devant le Conseil central de la propagation de la foi. Le 16 juillet, il gagne enfin Issoudun. Il est ausculté par un médecin qui lui prescrit plusieurs semaines de repos (25 juillet-10 août). Le 13 août, il part pour Annecy revoir sa mère et prend en passant son frère, Jean, à Lyon. De retour à Marseille, il est accueilli très malade par le chanoine Caseneuve qui le soigne et met à sa disposition le frère Claudius Alléra qui ne le quittera plus. 

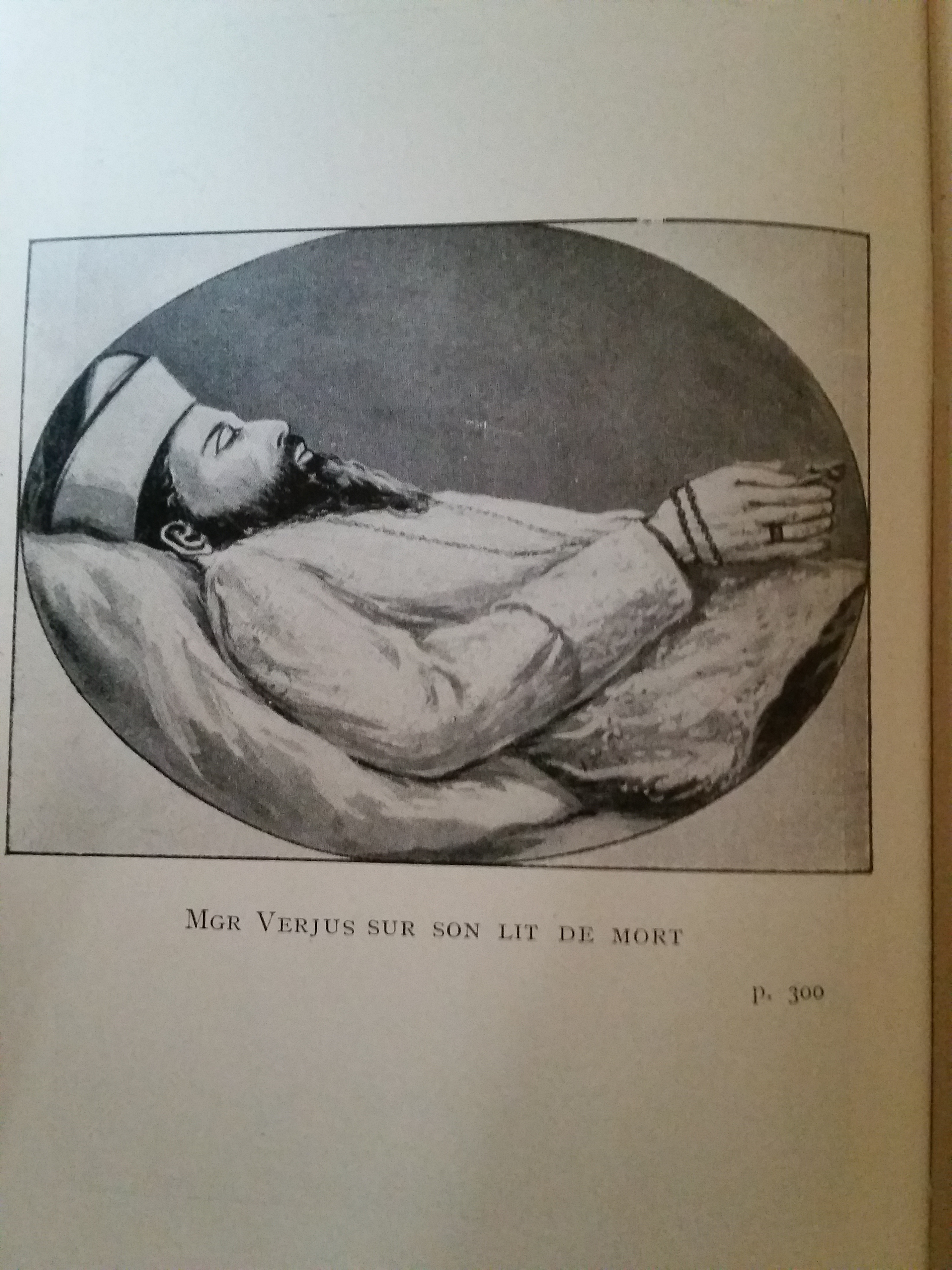
Henri Verjus sur son lit de mort.

Profitant d'une amélioration de sa santé, il visite les maisons des Missionnaires du Sacré-Cœur en Belgique et aux Pays-Bas. Il est ainsi à Anvers en septembre 1892 et y ordonne des scolastiques. Le 4 octobre, il est à Rome pour rendre compte à Léon XIII de l'état de la Mission de Nouvelle-Guinée. Il est reçu le 18 par le pape dont il reçoit la bénédiction. Fin octobre 1892, il se rend à Oleggio, son village natal, où il n'était pas revenu depuis 1861, pour y revoir sa famille maternelle. Mais, à peine arrivé, il doit s'aliter. Entouré de sa mère et de son secrétaire Claudius Alléra, il reçoit le 1er novembre les deux sacrements de l'Eucharistie et de l'extrême-onction. Le père Helfer les rejoint. Verjus est en proie à une très forte fièvre durant une quinzaine de jours. Le 12 novembre, le père Jouët, envoyé par le supérieur général, arrive à son chevet. Il renouvelle alors ses vœux perpétuels de Missionnaire du Sacré-Cœur. À minuit, Henri Verjus n'est plus conscient. Il meurt sept heures plus tard, à l'âge de 32 ans, cinq mois et dix-huit jours, le dimanche 13 novembre 1892, jour de son saint patron Stanislas Kostka.
Le 11 mars 1949, par décret pontifical, la cause de sa béatification est approuvée. Il est déclaré vénérable par le pape François, le 3 mars 2016.

## Environnement familial
La généalogie d'Henri Verjus est établie par l'abbé Gontier, cité par Cadoux.
- Jean Verjus, épouse Sébastienne.
  - Antoine Verjus (v. 1744-Annecy, 1779), épouse le 1er février 1768 Anne Gommier. De cette union, naissent cinq enfants dont :
    - Jean Verjus, né à Annecy en 1771. Il épouse Marie Barut.
      - Nicolarde Verjus (1803)
      - Clément Verjus (1804), épouse Jeanne Grovenaz.
        - François
        - Christien Verjus

      - François Verjus (1807), épouse Claudine Perrier
        - Louis Verjus
        - Denis Verjus (1837), épouse Marie Viazzo.
          - Joseph Verjus (1864)

      - Alexis-Philippe Verjus (25 avril 1810 - Seynod 29 janvier 1870), carabinier, épouse Laura Massara[Note 5].
        - Jean-Baptiste Verjus (Oleggio, 20 août 1857) épouse Pauline Chappel.
        - Henri Verjus (Oleggio, 26 mai 1860 - Oleggio, 13 novembre 1892), missionnaire, vicaire apostolique, vénérable.

## Hommages
La bande dessinée Odilon Verjus, écrite par Yann Le Pennetier, dessinée par Laurent Verron et publiée au Lombard en 1996, est très librement inspirée de sa vie.
Des rues Henri-Verjus existent à Seynod ainsi qu'à Saint-Pierre (Jura). Une montagne de la Province centrale de Papouasie-Nouvelle-Guinée est baptisée du nom de Verjus Dome. Son altitude estimée est de 1 304 m.

### Article lié
- Missionnaires du Sacré-Cœur de Jésus